# Eleccions al Parlament Europeu de 1994
Les eleccions al Parlament Europeu de 1994 se celebraren alhora als 12 estats membres de la Unió Europea el juny de 1994. En aquestes eleccions es van produir la fusió del Partit Popular Europeu i Demòcrates Europeus, la qual cosa provocà un augment en el nombre total d'escons (567 membres van ser elegits per al Parlament Europeu) i un descens de la participació global de 57%.

## Distribució d'escons
| Distribució Nacional d'Escons | Distribució Nacional d'Escons | Distribució Nacional d'Escons | Distribució Nacional d'Escons | Distribució Nacional d'Escons | Distribució Nacional d'Escons | Distribució Nacional d'Escons |
| Estat                         | 1989                          | 1994                          |                               | Estat                         | 1989                          | 1994                          |
| ----------------------------- | ----------------------------- | ----------------------------- | ----------------------------- | ----------------------------- | ----------------------------- | ----------------------------- |
| Alemanya                      | 81                            | 99                            | Bèlgica                       | 24                            | 25                            |                               |
| Regne Unit                    | 81                            | 87                            | Portugal                      | 24                            | 25                            |                               |
| França                        | 81                            | 87                            | Grècia                        | 24                            | 25                            |                               |
| Itàlia                        | 81                            | 87                            | Dinamarca                     | 16                            | 16                            |                               |
| Espanya                       | 60                            | 64                            | Irlanda                       | 15                            | 15                            |                               |
| Països Baixos                 | 25                            | 31                            | Luxemburg                     | 6                             | 6                             |                               |

El nombre d'escons s'ha modificat per a donar cabuda a Àustria, Finlàndia i Suècia, que s'unirien l'any següent després de celebrar eleccions. Se'ls va atribuir 21, 16 i 22 escons respectivament. El nombre total de seients augmenta de 518 a 567.

## Resultats
Els membres dels Demòcrates Europeus s'han sumat al Partit Popular Europeu, alguns d'ells com a membres associats, com el conservadors britànics que no volien formar part d'un partit federalista. Tot i la fusió del PPE no va poder convertir-se en el partit més gran, que és el Partit Socialista Europeu, amb un avantatge de 41 escons sobre el Partit Popular.
Elegits el 1994 van ser Forza Italia, que va formar el seu propi grup efímer, Forza Europa, abans de fusionar-se amb l'Aliança Democràtica Europea un any després de l'elecció per esdevenir el Grup Unió per Europa. A més de Força Europa, es va formar un altre nou grup després de la caiguda del grup de la dreta europea: l'Europa de les Nacions - el primer grup d'euroescèptics del Parlament, que es mantindrà fins a 1996.

### Escons a la Cambra
| Eleccions al Parlament Europeu, 1994 – Resultats finals el 18-21 de juliol de 1994 | Eleccions al Parlament Europeu, 1994 – Resultats finals el 18-21 de juliol de 1994 | Eleccions al Parlament Europeu, 1994 – Resultats finals el 18-21 de juliol de 1994 | Eleccions al Parlament Europeu, 1994 – Resultats finals el 18-21 de juliol de 1994 | Eleccions al Parlament Europeu, 1994 – Resultats finals el 18-21 de juliol de 1994 | Eleccions al Parlament Europeu, 1994 – Resultats finals el 18-21 de juliol de 1994 | Eleccions al Parlament Europeu, 1994 – Resultats finals el 18-21 de juliol de 1994 |
| Grup                                                                               | Grup                                                                               | Descripció                                                                         | Liderat                                                                            | Eurodiputats                                                                       | Eurodiputats                                                                       | Eurodiputats                                                                       |
| ---------------------------------------------------------------------------------- | ---------------------------------------------------------------------------------- | ---------------------------------------------------------------------------------- | ---------------------------------------------------------------------------------- | ---------------------------------------------------------------------------------- | ---------------------------------------------------------------------------------- | ---------------------------------------------------------------------------------- |
|                                                                                    | SOC                                                                                | Socialdemòcrates                                                                   | Pauline Green                                                                      | 198                                                                                | Resultats de 1994                                                                  | Resultats de 1994                                                                  |
|                                                                                    | EPP                                                                                | Democristians i conservadors                                                       | Wilfred Maertens                                                                   | 157                                                                                | Resultats de 1994                                                                  | Resultats de 1994                                                                  |
|                                                                                    | LDR                                                                                | Liberals i Liberal Demòcrates                                                      | Gijs De Vries                                                                      | 43                                                                                 | Resultats de 1994                                                                  | Resultats de 1994                                                                  |
|                                                                                    | EUL                                                                                | Comunistes i extrema esquerra                                                      | Alonso Puerta Gutiérrez                                                            | 28                                                                                 | Resultats de 1994                                                                  | Resultats de 1994                                                                  |
|                                                                                    | FE                                                                                 | Conservadors i democristians                                                       | Giancarlo Ligabue                                                                  | 27                                                                                 | Resultats de 1994                                                                  | Resultats de 1994                                                                  |
|                                                                                    | EDA                                                                                | Nacional Conservadors                                                              | Jean-Claude Pasty                                                                  | 26                                                                                 | Resultats de 1994                                                                  | Resultats de 1994                                                                  |
|                                                                                    | Verd                                                                               | Verds                                                                              | Alexander Langer Claudia Roth                                                      | 23                                                                                 | Resultats de 1994                                                                  | Resultats de 1994                                                                  |
|                                                                                    | ERA                                                                                | Liberals i liberal demòcrates                                                      | Catherine Lalumière                                                                | 19                                                                                 | Resultats de 1994                                                                  | Resultats de 1994                                                                  |
|                                                                                    | ID                                                                                 | Euroescèptics                                                                      | James Goldsmith                                                                    | 19                                                                                 |                                                                                    |                                                                                    |
|                                                                                    | NI                                                                                 | Independents                                                                       | none                                                                               | 27                                                                                 | Total: 567                                                                         | Fonts:                                                                             |